# Elektrische Kapazität
Die elektrische Kapazität (Formelzeichen {\displaystyle C}, von lateinisch capacitas ‚Fassungsvermögen‘; Adjektiv kapazitiv) ist eine physikalische Größe aus dem Bereich der Elektrostatik und  damit aus dem Gebiet der Elektrotechnik.
Die elektrische Kapazität zwischen zwei elektrisch leitenden, aber voneinander isolierten Körpern ist gleich dem Verhältnis der Ladungsmenge {\displaystyle Q}, die auf diesen Leitern gespeichert ist ({\displaystyle +Q} auf dem einen und {\displaystyle -Q} auf dem anderen), und der zwischen ihnen herrschenden elektrischen Spannung {\displaystyle U}:
{\displaystyle C={\frac {Q}{U}}}
Gemessen wird sie in der SI-Einheit Farad. 
Die Kapazität resultiert aus der Dielektrizitätskonstante des isolierenden Mediums sowie der Gestalt der Körper, dazu zählt auch der Abstand.
Bei Akkumulatoren sowie Batterien benutzt man den Begriff „Kapazität“ für die maximale Ladungsmenge {\displaystyle Q}, die in ihnen gespeichert werden kann. Sie wird in der Einheit Amperestunden (Einheitenzeichen Ah) angegeben. Diese „Kapazität“ der elektrischen Ladung hat nichts mit der hier dargestellten elektrischen Kapazität zu tun.

## Kapazität eines Kondensators
Eine technische Anwendung findet die Kapazität in Form von elektrischen Kondensatoren, die durch die Angabe einer bestimmten Kapazität charakterisiert werden. Der Begriff „Kapazität“ wird umgangssprachlich auch synonym für das elektrische Bauelement Kondensator selbst (englisch capacitor) verwendet.
Ein Kondensator ist eine Leiteranordnung mit zwei Elektroden zur getrennten Speicherung von elektrischer Ladung {\displaystyle +Q} und {\displaystyle -Q}. In physikalischer Sicht rührt der elektrische Fluss {\displaystyle \Psi } von den getrennten elektrischen Ladungen {\displaystyle +Q} und {\displaystyle -Q} her, die von der externen Spannungsquelle mit der Spannung {\displaystyle U} auf die Elektroden transportiert werden, womit sich:
{\displaystyle Q=C\cdot U}
ergibt. Formal erfolgt dieser Zusammenhang über das Gaußsche Gesetz. Die elektrische Kapazität eines Kondensators kann dann als das Verhältnis der Ladungsmenge {\displaystyle Q} zur angelegten Spannung {\displaystyle U} ausgedrückt werden:
{\displaystyle C={\frac {Q}{U}}}.
Dabei ist {\displaystyle C} üblicherweise eine konstante Kenngröße, die sich wie folgt ergibt.
Ein Körper, auf den eine positive elektrische Ladung gegeben wird, hat dadurch ein elektrisches Feld, das der Bewegung einer weiteren positiven elektrischen Ladung auf den Körper entgegenwirkt. Befindet sich nun aber ein Körper in der Nähe, der negativ geladen ist, so wird das abstoßende elektrische Feld des positiven Körpers geschwächt (die auf den Körper zu bewegende positive Ladung spürt auch die Kraft der anziehenden negativen Ladung). Damit wird weniger Spannung benötigt, um die weitere positive Ladung auf den bereits positiv geladenen Körper zu bewegen, als ohne den zweiten, negativ geladenen Körper. Der erste Körper hat also eine höhere Kapazität. Das Gleiche gilt natürlich auch für den zweiten Körper. Die Abschwächung des elektrischen Feldes durch den einen geladenen Körper auf den anderen geladenen Körper wird beeinflusst durch deren Geometrie und die Permittivität des isolierenden Mediums zwischen den beiden Körpern.
In einer vereinfachten Analogie entspricht die Kapazität dem Volumen eines Druckluftbehälters mit konstanter Temperatur. Der Luftdruck ist dabei analog zur Spannung {\displaystyle U} und die Luftmenge analog zur Ladungsmenge {\displaystyle Q}. Daher ist die Ladungsmenge im Kondensator proportional zur Spannung.
Diese Gesetzmäßigkeit gilt auch für die sogenannte Pseudokapazität, einer innerhalb enger Grenzen spannungsabhängigen elektrochemischen bzw. faradayschen Speicherung elektrischer Energie, die mit in einer Redoxreaktion und mit einem Ladungsaustausch an Elektroden von Superkondensatoren verbunden ist, wobei allerdings im Gegensatz zu Akkumulatoren an den Elektroden keine chemische Stoffänderung eintritt.
Unter anderem die Physikalisch-Technische Bundesanstalt (PTB) befasst sich mit Kapazitätsnormalen.

## Einheiten

### SI-Einheit
Die elektrische Kapazität wird in der SI-Einheit Farad gemessen, die nach dem englischen Physiker und Chemiker Michael Faraday benannt wurde. Ein Farad (1 F) ist diejenige Kapazität, die beim Anlegen einer Spannung von 1 Volt eine Ladungsmenge von 1 Coulomb (1 C = 1 As) speichert:
{\displaystyle [C]={\frac {[Q]}{[U]}}={\frac {1\,\mathrm {C} }{1\,\mathrm {V} }}={\frac {1\,\mathrm {As} }{1\,\mathrm {V} }}=1\,\mathrm {F} }
Ein Kondensator der Kapazität 1 Farad lädt sich bei einem konstanten Ladestrom von 1 Ampere in 1 Sekunde auf die Spannung 1 Volt auf.

### CGS-Einheit

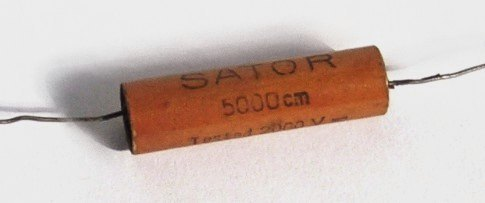
Papierkondensator mit der Kapazität 5000 cm.

Bis Mitte des 20. Jahrhunderts wurde die Kapazität von Kondensatoren häufig mit der Kapazitätseinheit cm beschriftet. Diese Angabe in Zentimetern rührt daher, dass die Kapazität im heute praktisch kaum noch gebrauchten Gaußschen Einheitensystem in der Längendimension ausgedrückt wird. So weist eine Metallkugel mit 5 cm Radius gegenüber einer sich im Unendlichen befindlichen Gegenelektrode eine Kapazität von 5 cm auf.
Das Foto zeigt einen Papierkondensator der Marke SATOR der ehemaligen Firma Kremenezky, Mayer & Co aus dem Jahr 1950 mit einer Kapazität von 5000 cm. Das entspricht der Kapazität einer Metallkugel von 5000 cm Radius. Dargestellt im heute üblichen SI-Einheitensystem sind das ca. 5,6 nF.
Eine Kapazität von 1 cm im Gaußschen Einheitensystem entspricht ca. 1,11 pF im SI-Einheitensystem. Der Umrechnungsfaktor beträgt {c}2·10−9 ≈ 9e11, wobei {c} der Zahlenwert der Lichtgeschwindigkeit ausgedrückt in cm/s ist.

## Kapazität bestimmter Elektrodengeometrien
Für die Kapazität einer Reihe von einfachen Elektrodenformen (grau dargestellt) gibt es analytische Lösungen oder konvergente Reihenentwicklungen. Die folgende Tabelle zeigt einige Beispiele. Darin bezeichnet A die Fläche der Elektroden, d deren Abstand, l deren Länge, {\displaystyle R_{1}} sowie {\displaystyle R_{2}} deren Radien.
Die Konstante {\displaystyle \varepsilon =\varepsilon _{0}\varepsilon _{\mathrm {r} }} ist die Permittivität (dielektrische Leitfähigkeit) des blau dargestellten Dielektrikums. Dabei ist {\displaystyle \varepsilon _{0}} die elektrische Feldkonstante und {\displaystyle \varepsilon _{\mathrm {r} }} die Permittivitätszahl, eine stoffabhängige Größe ({\displaystyle \varepsilon _{\mathrm {r} }=1} im Vakuum).
| Bezeichnung                                                     | Kapazität | Schematische Darstellung |
| --------------------------------------------------------------- | --- | --- |
| Plattenkondensator                                              | {\displaystyle C=\varepsilon \cdot {\frac {A}{d}}} | |
| Plattenkondensator unterschiedlich große Platten                | {\displaystyle C={\frac {2\varepsilon }{d}}\cdot {\frac {A_{1}A_{2}}{A_{1}+A_{2}}}} | |
| Koaxialkabel oder Zylinderkondensator                           | {\displaystyle C=2\pi \varepsilon \,{\frac {l}{\ln \!\left({\frac {R_{2}}{R_{1}}}\right)}}} | |
| Kugelkondensator                                                | {\displaystyle C={\frac {4\pi \varepsilon }{{\frac {1}{R_{1}}}-{\frac {1}{R_{2}}}}}} | |
| Kugel, Gegenelektrode mit {\displaystyle R_{2}} gegen unendlich | {\displaystyle C=4\pi \varepsilon \cdot R_{1}} | |
| Parallele Zylinder (Lecher-Leitung)                             | {\displaystyle C={\frac {\pi \varepsilon l}{\operatorname {arcosh} \left({\frac {d}{2R}}\right)}}} | |
| Ein Leiter parallel über ebener Fläche.                         | {\displaystyle C={\frac {2\pi \varepsilon l}{\operatorname {arcosh} \left({\frac {d}{R}}\right)}}} | {\displaystyle d>R} |
| Zwei Kugeln mit identischem Radius {\displaystyle a}            | {\displaystyle C=2\pi \varepsilon a\sum _{n=1}^{\infty }{\frac {\sinh \left(\ln \left(D+{\sqrt {D^{2}-1}}\right)\right)}{\sinh \left(n\ln \left(D+{\sqrt {D^{2}-1}}\right)\right)}}} {\displaystyle =2\pi \varepsilon a\left\{1+{\frac {1}{2D}}+{\frac {1}{4D^{2}}}+{\frac {1}{8D^{3}}}+{\frac {1}{8D^{4}}}+{\frac {3}{32D^{5}}}+{\mathcal {O}}\left({\frac {1}{D^{6}}}\right)\right\}} {\displaystyle =2\pi \varepsilon a\left\{\ln 2+\gamma -{\frac {1}{2}}\ln \left(2D-2\right)+{\mathcal {O}}\left(2D-2\right)\right\}} | {\displaystyle d}: Abstand der Kugeln, {\displaystyle d>2a} {\displaystyle D}: {\displaystyle d/2a>1} {\displaystyle \gamma }: Euler-Mascheroni-Konstante |
| Kreisscheibe gegen unendlich                                    | {\displaystyle C=8\varepsilon a} | {\displaystyle a}: Radius |
| Gerades Drahtstück (langer Zylinder) gegen unendlich            | {\displaystyle C={\frac {2\pi \varepsilon l}{\Lambda }}\left\{1+{\frac {1}{\Lambda }}\left(1-\ln 2\right)+{\frac {1}{\Lambda ^{2}}}\left[1+\left(1-\ln 2\right)^{2}-{\frac {\pi ^{2}}{12}}\right]+{\mathcal {O}}\left({\frac {1}{\Lambda ^{3}}}\right)\right\}} | {\displaystyle l}: Länge {\displaystyle a}: Drahtradius {\displaystyle \Lambda }: {\displaystyle \ln(l/a)}                                                |

Dabei bezeichnet das Landau-Symbol {\displaystyle {\mathcal {O}}} den Fehlerterm der Approximation.

## Berechnungen

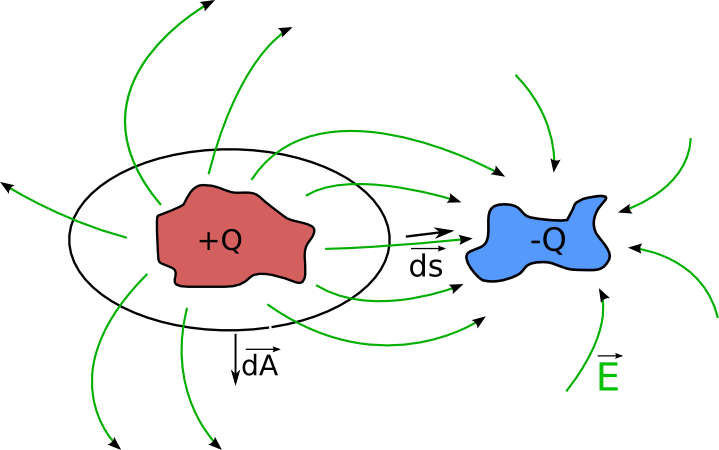
Allgemeine Situation zur Kapazitätsbestimmung

Folgende allgemeine Gleichungen für die Bestimmung der Kapazität gelten für die jeweils zeitabhängigen Größen Strom {\displaystyle i(t)}, Spannung {\displaystyle u(t)} und Ladung {\displaystyle q(t)} an einer konstanten elektrischen Kapazität {\displaystyle C}:
{\displaystyle i(t)={\frac {\mathrm {d} q(t)}{\mathrm {d} t}}=C\cdot {\frac {\mathrm {d} u(t)}{\mathrm {d} t}}}
{\displaystyle u(t)={\frac {1}{C}}\cdot \int i(t)\,\mathrm {d} t}
Ein Ausdruck für die Kapazität einer beliebigen Elektrodenanordnung oder Ladungsverteilung lässt sich mittels des Gaußschen Satzes herleiten:
{\displaystyle C={\frac {Q}{U}}={\frac {\oint _{A}{\vec {D}}\cdot \mathrm {d} {\vec {A}}}{\int _{s}{\vec {E}}\cdot \mathrm {d} {\vec {s}}}}}
Dabei beträgt die dielektrische Verschiebung {\displaystyle {\vec {D}}=\varepsilon _{0}\cdot \varepsilon _{\mathrm {r} }\cdot {\vec {E}}}, also:
{\displaystyle C=\varepsilon _{0}\cdot \varepsilon _{\mathrm {r} }\cdot {\frac {\oint _{A}{\vec {E}}\cdot \mathrm {d} {\vec {A}}}{\int _{s}{\vec {E}}\cdot \mathrm {d} {\vec {s}}}}}
Für ein Vakuum vereinfacht sich diese Gleichung wegen {\displaystyle \varepsilon _{r}=1} zu:
{\displaystyle C=\varepsilon _{0}\cdot {\frac {\oint _{A}{\vec {E}}\cdot \mathrm {d} {\vec {A}}}{\int _{s}{\vec {E}}\cdot \mathrm {d} {\vec {s}}}}}
Eine Berechnung der Kapazität erfordert die Kenntnis des elektrischen Feldes. Hierfür ist die Laplace-Gleichung {\displaystyle \nabla ^{2}\varphi =0} mit einem konstanten Potential {\displaystyle \varphi } auf den Leiteroberflächen zu lösen. In komplizierteren Fällen existiert keine geschlossene Form der Lösung.

## Messung
Das Messen der Kapazität dient nicht nur der Kontrolle der Kapazität eines Kondensators (Bauteil), sondern wird beispielsweise in kapazitiven Abstandssensor zur Abstandsbestimmung herangezogen. Auch weitere Sensoren (Druck, Feuchte, Gase) beruhen oft auf einer Kapazitätsmessung.
Entsprechend den oben genannten Zusammenhängen kann die Kapazität folgendermaßen bestimmt werden:
- Laden mit konstantem Strom und Beobachten der Spannungsanstiegsgeschwindigkeit
- Messen der Resonanzfrequenz eines mit der Kapazität gebildeten LC-Schwingkreises
- Anlegen einer Wechselspannung und Messen des Stromverlaufes

Insbesondere das letztgenannte Verfahren wird in Kapazitätsmessgeräten angewendet, wobei nicht nur die Größe des Stromes, sondern auch seine Phasenlage zur Spannung erfasst wird. Auf diese Weise können auch die elektrische Impedanz und der Verlustwinkel bzw. der Gütefaktor des Kondensators bestimmt werden.